# Вариньон, Пьер
Пьер Вариньо́н (фр. Pierre Varignon; 1654[…], Кан, Королевство Франция — 23 декабря 1722[…], Париж, Королевство Франция) — французский математик и механик. 

## Биография
Обучался в иезуитском колледже и университете в Кане, где стал магистром в 1682 году. Предназначал себя первоначально к духовному поприщу, но, читая и изучая творения Эвклида и сочинения Декарта, увлекся математикой и механикой, а в 1667 году опубликовал свой труд «Projet d’une nouvelle mécanique».
Вариньон был другом Ньютона, Лейбница и Бернулли. 
Профессор математики коллежа Мазарини (1688), профессор Коллеж де Франс (с 1704).
Член Парижской Академии наук (1688), Лондонского королевского общества (1714).

## Научные труды
Основной вклад Вариньон совершил в статику и механику; кроме того, труды Вариньона посвящены анализу бесконечно малых, геометрии, гидромеханике. За исключением Лопиталя, Вариньон был самым первым пропагандистом дифференциального исчисления во Франции. В 1687 году в своей работе «Проект новой механики…» Вариньон дал точную формулировку закона параллелограмма сил, развил понятие момента сил и вывел теорему, получившую имя Вариньона. В работе «Новая механика или статика, проект которой был дан в 1687» (1725) Вариньон дал систематическое изложение учения о сложении и разложении сил, о моментах сил и о правилах оперирования ими.